# Прежмер (комуна)
Прежмер (рум. Prejmer) — комуна у повіті Брашов в Румунії. До складу комуни входять такі села (дані про населення за 2002 рік):
- Лунка-Килнікулуй (2968 осіб)
- Прежмер (4947 осіб) — адміністративний центр комуни
- Ступіній-Прежмерулуй (401 особа)

Комуна розташована на відстані 144 км на північ від Бухареста, 14 км на північний схід від Брашова.

## Населення
За даними перепису населення 2002 року у комуні проживали 8316 осіб.
Національний склад населення комуни:
| Національність            | Кількість осіб | Відсоток |
| ------------------------- | -------------- | -------- |
| румуни                    | 7612           | 91,5%    |
| цигани                    | 375            | 4,5%     |
| угорці                    | 216            | 2,6%     |
| німці                     | 110            | 1,3%     |
| українці                  | 1              | < 0,1%   |
| чанго                     | 1              | < 0,1%   |
| не вказали національність | 1              | < 0,1%   |

Рідною мовою назвали:
| Мова       | Кількість осіб | Відсоток |
| ---------- | -------------- | -------- |
| румунська  | 8005           | 96,3%    |
| угорська   | 203            | 2,4%     |
| німецька   | 101            | 1,2%     |
| циганська  | 6              | 0,1%     |
| українська | 1              | < 0,1%   |

Склад населення комуни за віросповіданням:
| Релігія                                       | Кількість осіб | Відсоток |
| --------------------------------------------- | -------------- | -------- |
| православні                                   | 7758           | 93,3%    |
| римо-католики                                 | 129            | 1,6%     |
| реформати                                     | 118            | 1,4%     |
| лютерани (Аугсбурзького сповідання)           | 73             | 0,9%     |
| п'ятдесятники                                 | 66             | 0,8%     |
| баптисти                                      | 36             | 0,4%     |
| лютерани                                      | 31             | 0,4%     |
| лютерани (Синодально-пресвітеріанська церква) | 30             | 0,4%     |
| адвентисти                                    | 14             | 0,2%     |
| греко-католики                                | 11             | 0,1%     |
| старообрядці                                  | 4              | < 0,1%   |
| унітарії                                      | 1              | < 0,1%   |
| бретрени                                      | 1              | < 0,1%   |
| не релігійні                                  | 1              | < 0,1%   |
| не вказали релігію                            | 1              | < 0,1%   |